# Stevan Mokranjac
Stevan Mokranjac, srbsky Стеван Мокрањац, vlastním jménem Stevan Stojanovič, srbsky Стеван Стојановић (9. leden 1856, Negotin – 28. září 1914, Skopje) byl srbský hudební skladatel, folklorista, houslista, sbormistr a hudební pedagog. Jako skladatel byl představitelem romantismu. V Srbsku je považován za zakladatele srbské vážné hudby. Je vyobrazen na současné srbské 50 dinárové bankovce.
Od roku 1887 až do své smrti vedl Bělehradský sbor. Ten pod jeho vedením zpíval srbské lidové písně i písně, které pro něj napsal Mokranjac. Roku 1899 založil hudební školu, která dnes nese jeho jméno. Založil též první srbské smyčcové kvarteto, v němž hrál na cello. Umělecké jméno přijal podle vesnice Mokranje, odkud pocházeli jeho předkové.
K jeho nejdůležitějším dílům patří sbírka lidových písní Rukoveti. Písně v ní jsou upraveny pro sbor a cappella. Podobně sebral staré duchovní zpěvy, které se dnes v drtivé většině zpívají - a to i v ortodoxních chrámech – právě v jeho úpravě.